# 第46回カンヌ国際映画祭
第46回カンヌ国際映画祭（だい46かいカンヌこくさいえいがさい）は、1993年5月13日から5月24日にかけて開催された。

## 受賞結果
- パルム・ドール：『ピアノ・レッスン』（ジェーン・カンピオン）、『さらば、わが愛/覇王別姫』（チェン・カイコー）
- 審査員グランプリ：『時の翼にのって/ファラウェイ・ソー・クロース!』（ヴィム・ヴェンダース）
- 審査員賞：『戯夢人生』（ホウ・シャオシェン）、『レイニング・ストーンズ』（ケン・ローチ）
- 監督賞：マイク・リー（『ネイキッド』）
- 男優賞：デヴィッド・シューリス（『ネイキッド』）
- 女優賞：ホリー・ハンター（『ピアノ・レッスン』）
- カメラ・ドール：トラン・アン・ユン（『青いパパイヤの香り』）

## 審査員

### コンペティション部門
- 審査委員長
  - ルイ・マル（フランス/監督）
- 審査員
  - アッバス・キアロスタミ（イラン/監督）
  - エミール・クストリッツァ（セルビア/監督）
  - ゲイリー・オールドマン（イギリス/俳優）
  - ジュディ・デイヴィス（オーストラリア/女優）
  - クラウディア・カルディナーレ（イタリア/女優）
  - インナ・チュリコワ（ロシア/女優）
  - トム・ラディ（アメリカ/プロデューサー）
  - ウィリアム・ルブチャンスキー（フランス/撮影監督）
  - アウグスト・M・シーブラ（ポルトガル/批評家）

## 上映作品

### コンペティション部門
| 題名 原題                                                             | 監督                              | 製作国                                   |
| --------------------------------------------------------------------- | --------------------------------- | ---------------------------------------- |
| さらば、わが愛/覇王別姫 覇王別姫                                      | チェン・カイコー                  | 中国 イギリス領香港                      |
| ボディ・スナッチャーズ Body Snatchers                                 | アベル・フェラーラ                | アメリカ合衆国                           |
| Broken Highway                                                        | ローリー・マクイネス              | オーストラリア                           |
| Дюба-Дюба (Dyuba-Dyuba)                                               | Aleksandr Khvan                   | ロシア                                   |
| フォーリング・ダウン Falling Down                                     | ジョエル・シュマッカー            | アメリカ合衆国 イギリス フランス         |
| フィオリーレ/花月の伝説 Fiorile                                       | パオロ&ヴィットリオ・タヴィアーニ | イタリア ドイツ フランス                 |
| 保険屋に気をつけろ! Frauds                                            | ステファン・エリオット            | オーストラリア                           |
| Friends                                                               | エレイン・プロクター              | 南アフリカ共和国 イギリス フランス       |
| 時の翼にのって/ファラウェイ・ソー・クロース! In weiter Ferne, so nah! | ヴィム・ヴェンダース              | ドイツ                                   |
| わが街 セントルイス King of the Hill                                  | スティーヴン・ソダーバーグ        | アメリカ合衆国                           |
| L'Homme sur les quais (The Man by the Shore)                          | ラウル・ペック                    | カナダ フランス                          |
| La Scorta (The Escort)                                                | リッキー・トニャッツィ            | イタリア                                 |
| Libera me                                                             | アラン・カヴァリエ                | フランス                                 |
| ルイ、少年王 Louis, enfant roi                                        | ロジェ・プランション              | フランス                                 |
| 私の好きな季節 Ma saison préférée                                     | アンドレ・テシネ                  | フランス                                 |
| Magnificat                                                            | プピ・アヴァティ                  | イタリア                                 |
| ジェリコー・マゼッパ伝説 Mazeppa                                      | バルタバス                        | フランス                                 |
| から騒ぎ Much Ado About Nothing                                       | ケネス・ブラナー                  | イギリス                                 |
| ネイキッド Naked                                                      | マイク・リー                      | イギリス                                 |
| レイニング・ストーンズ Raining Stones                                 | ケン・ローチ                      | イギリス                                 |
| 相続王座決定戦 Splitting Heirs                                        | ロバート・ヤング                  | アメリカ合衆国                           |
| ピアノ・レッスン The Piano                                            | ジェーン・カンピオン              | ニュージーランド オーストラリア フランス |
| 戯夢人生 戯夢人生                                                     | ホウ・シャオシェン                | 台湾                                     |

### ある視点部門
| 題名 原題                                                                | 監督                                    | 製作国                       |
| ------------------------------------------------------------------------ | --------------------------------------- | ---------------------------- |
| 壁の中の少女 Anchoress                                                   | クリス・ニュービー                      | イギリス                     |
| Avsporing                                                                | ウンニ・ストラウメ                      | ノルウェー                   |
| Bedevil                                                                  | トレイシー・モファット                  | オーストラリア               |
| 恋愛の法則 Bodies, Rest & Motion                                         | マイケル・スタインバーグ                | アメリカ合衆国               |
| Charlie and the Doctor                                                   | ラルフ・C・パーソンズ                   | フランス                     |
| 愛の館/禁じられた関係 Desperate Remedies                                 | ピーター・ウェルズ スチュアート・メイン | ニュージーランド             |
| El acto en cuestión                                                      | アレハンドロ・アグレスティ              | オランダ                     |
| El Pájaro de la felicidad                                                | ピラール・ミロ                          | スペイン                     |
| Excursion to the Bridge of Friendship                                    | クリスティナ・アンドリーフ              | オーストラリア               |
| フランソワ・トリュフォー/盗まれた肖像 François Truffaut: Portraits volés | セルジュ・トゥビアナ ミシェル・パスカル | フランス                     |
| かぼちゃ大王 Il grande cocomero                                          | フランチェスカ・アルキブージ            | フランス イタリア オランダ   |
| ラッチョ・ドローム Latcho Drom                                           | トニー・ガトリフ                        | フランス                     |
| 25才になった恋人たち Les Demoiselles Ont Eu 25 Ans                       | アニエス・ヴァルダ                      | フランス                     |
| Le Predtchouvstvie                                                       | Valeriu Jereghi                         | ルーマニア                   |
| Le silence de l'été                                                      | ヴェロニク・オードイ                    | フランス                     |
| 青いパパイヤの香り Mùi đu đủ xanh                                        | トラン・アン・ユン                      | ベトナム フランス            |
| 世界の終わり O Fim do Mundo                                              | ジョアン・マリオ・グリロ                | ポルトガル                   |
| Oktyabr                                                                  | アブデラマン・シサコ                    | モーリタニア フランス ロシア |
| お引越し                                                                 | 相米慎二                                | 日本                         |
| ソドマ Remote Control                                                    | オスカル・ヨウナソン                    | アイスランド                 |
| ソナチネ                                                                 | 北野武                                  | 日本                         |
| Stroke                                                                   | マーク・ソーヤーズ                      | カナダ                       |
| ミュージック・オブ・チャンス The Music of Chance                         | フィリップ・ハース                      | アメリカ合衆国               |
| 愛の拘束 The Wrong Man                                                   | ジム・マクブライド                      | アメリカ合衆国               |
| Wendemi, L'Enfant Du Bon Dieu                                            | S・ピエール・ヤメオゴ                   | フランス                     |

### 特別招待作品
- 可愛いだけじゃダメかしら - フィロメーヌ・エスポジト（フランス）
- クリフハンガー - レニー・ハーリン（アメリカ）
- 恋に落ちたら… - ジョン・マクノートン（アメリカ）
- ベイビー・オブ・マコン - ピーター・グリーナウェイ（イギリス、オランダ）
- まあだだよ - 黒澤明（日本）